# Aenictus pubescens
Aenictus pubescens är en myrart som beskrevs av Smith 1859. Aenictus pubescens ingår i släktet Aenictus och familjen myror. Inga underarter finns listade i Catalogue of Life.